# Jackie Jackson
Sigmund Esco "Jackie" Jackson (sinh ngày 4 tháng 5 năm 1951) là một ca sĩ, nhạc sĩ người Mỹ. Ông là một thành viên của nhóm The Jackson 5. Ông cũng là người con cả trong gia đình Jackson, anh trai của nam danh ca Michael Jackson.

## Danh sách album

### Album phòng thu
| Jackie Jackson                                                                | - Phát hành: ngày 14 tháng 10 năm 1973 - Hãng đĩa: Motown - Định dạng: LP    | —  |
| Be the One                                                                    | - Phát hành: ngày 9 tháng 9 năm 1989 - Hãng đĩa: Polydor - Định dạng: LP, CD | 84 |
| "—" dấu trừ thể hiện album/đĩa đơn không được phát hành hay không lọt vào bxh |                                                                              |    |